# Messerschmitt Bf 161
De Messerschmitt Bf 161 is een verkenningsvliegtuig ontworpen door de Duitse vliegtuigontwerper Messerschmitt.

## Ontwikkeling
De Bf 161 werd tegelijk met de Bf 162 ontwikkeld. Het was een ontwerp voor een snel verkenningsvliegtuig. Er was echter geen officiële opdracht gegeven voor dit project. Hierdoor werd er geen hoge prioriteit gegeven aan de ontwikkeling van dit toestel. Er zouden dan ook slechts twee toestellen worden gebouwd. Het eerste toestel vloog pas ruim een jaar nadat de Bf 162 zijn eerste vlucht maakte. Net als de Bf 162 was het toestel een afgeleide van de Bf 110 Zerstörer

## Prototypen
Het eerste prototype was de Bf 161 V1 (D-AABA). Het vloog voor het eerst in het voorjaar van 1938. Het was voorzien van twee Daimler-Benz DB600Aa twaalf cilinder vloeistofgekoelde V-lijnmotoren van 960 pk. De bemanning bestond uit twee man. Ze hadden de beschikking over een ruime cockpit. De rompneus was van veel glas voorzien zodat de waarnemer een goed zicht naar alle kanten had. Deze beschikte over een met de handbediende camera. De bewapening bestond slechts uit een 7,9 mm MG15 machinegeweer.
Het tweede prototype, de Bf 161 V2, werd in het najaar van 1938 aan het testprogramma toegevoegd. Dit toestel was voorzien van een rompneus waarin men meer glas had toegepast. Dit prototype was later gebruikt voor het testen van de op afstand bediende geschutskoepels die zouden worden gebruikt door de Me 210 en de Arado Ar 240.
Er werden geen productietoestellen gebouwd.
Vooroorlogse ontwerpen:
S 7 ·
S 8 ·
S 9 ·
S 10 ·
S 13 ·
S 14 ·
S 15 ·
S 16 ·
M 17 ·
M 18 ·
M 19 ·
M 20 ·
M 21 ·
M 22 ·
M 23 ·
M 24 ·
M 25 ·
M 26 ·
M 27 ·
M 28 ·
M 29 ·
M 30 ·
M 31 ·
M 33 ·
M 35 ·
M 36 · 
M 37
Ontwerpen 1933-1945:
Bf 108 · 
Bf 109 ·
Bf 109TL ·
Bf 109Z ·
Bf 110 ·
Bf 161 ·
Bf 162 ·
Me 163 · 
Me 209 ·
Me 210 ·
Me 261 ·
Me 262 · 
Me 263 ·
Me 264 · 
Me 265 · 
Me 290 · 
Me 309 ·
Me 309Z ·
Me 321 · 
Me 323 · 
Me 328 · 
Me 334 ·
Me 410 · 
Me 509 · 
Projecten tot 1945:
P.1051 ·
P.1062 ·
P.1065 ·
P.1070 ·
P.1073 ·
P.1092 ·
P.1095 ·
P.1099 ·
P.1100 ·
P.1101 ·
P.1102 ·
P.1103 ·
P.1104 ·
P.1106 ·
P.1107 ·
P.1108 ·
P.1109 ·
P.1110 ·
P.1111 ·
P.1112
Libelle ·
Schwalbe ·
Wespe ·
P.08.01 ·
Zerstörer Project II
Overig:
C-44